# Notfladan
Notfladan är en fjärd i Finland. Den ligger i Nagu i landskapet Egentliga Finland, i den södra delen av landet, 160 km väster om huvudstaden Helsingfors.
Notfladan avgränsas av Haverö i norr och öster, Småholmen i söder, Morsholmen och Mörholm i öster samt Ramsholmen i nordöst. Den ansluter till Yxfjärden i väster och till Maltholms fjärden i sydöst via Utterholms sund vid Utterholm.